# Carbonaria Portuguesa
La Carbonaria Portuguesa era una organización secreta anticlerical y revolucionaria, sin relación con la masonería portuguesa o cualquier otra obediencia masónica, aunque esta organización haya servido de algunas estructuras del Gran Oriente Lusitano Unido para alojar sus órganos superiores y colaboró oficialmente con esta obediencia para la implantación de la República el 5 de octubre de 1910. Una vez que se consiguió su objetivo principal, desapareció.

## Fundación y reorganización
Se fundó entre finales de 1898 y antes de 1900. En aquella época, las cuatro logias que pertenecían a la Masonería Académica como eran Independência, Justiça, Pátria y Futuro, pasaron a ser choças y sus miembros fueron divididos en grupos de veinte. Cada uno de estos nuevos grupos adoptó un nombre de forma libre.
Debido a este proceso, se crearon veinte choças y cada grupo eligió a su presidente que formaba con el resto de presidentes una Alta-Venda provisoria, una especie de parlamento carbonario que en su primera sesión eligió a un Bom primo a quien confirió plenos poderes para que, en secreto, eligiera entre los demás miembros otros cuatro Bons primos que junto con él formarían la Suprema Alta-Venda.
En una de las primeras sesiones de la Alta-Venda provisoria realizada en el primer piso cedido por el republicano Silva Fernandes se presentó una propuesta para que se admitieran a miembros procedentes de las clases populares en la Carbonaria Portuguesa. Aunque la propuesta es aprobada, hay un facción que se opone firmemente y que defiende que sólo los académicos deben entrar en la organización. Esta facción, liderada por José Maria Furtado de Mendonça, abandona la organización.
Los primeros miembros pertenecientes a la clase popular fueron iniciados en la sede provisional de la Carbonaria Portuguesa sita en la rua de São Roque 107, en la última planta. La mayoría eran obreros y fueron distribuidos en las choças en las que había plazas libres tras la salida de un gran número de académicos. La primera choça compuesta únicamente por obreros se registró con el nombre de República.
Se produce un rápido crecimiento tanto de esta última como de otras choças y aparecieron muchas otras como Amigos da Verdade (cuyo presidente era António Francisco Gonçalves), Sentinela dos Bosques (liderada por Ferreira Manso), Defensores da Pátria (presidida por Silva Dinis), Progresso (dirigida por Carlos Pinto Furtado da Luz) y Termidor (encabezada por Vicente de Almeida Freire).
Durante este proceso de expansión, la Alta-Venda provisoria se disolvió así como la Suprema Alta-Venda cuyos miembros pasaron a formar parte de una nueva Alta-Venda que se convirtió en el órgano dirigente de la Carbonaria Portuguesa. Sus miembros eran Luz de Almeida, que era el presidente, José Maria Cordeiro, Ivo Salgueiro, José Soares y Silva Fernandes (que era el único que no era académico).

## Organización
Según el ritual de iniciación publicado por el ABC:

"Está terminantemente prohibido pertenecer a cualquier otra organización política de carácter más o menos secreto, salvo la Masonería; citar nombre de asociaciones, indicar casas donde se efectúan las reuniones o las indicaciones y la forma en la que se hacen; enseñar las palabras de la Orden y divulgar a propios o a extraños lo que pasa en la Asociación. La pena prevista para el iniciado que no cumpla estas reglas es la expulsión o, en casos graves, la muerte.
ABC

Hay cuatro grados en la Carbonaria que son: Rajador, Aspirante o Carbonero, Maestro y Maestro Sublime. Los miembros se llaman entre sí y se tutean en las sesiones, aunque existen señales de reconocimiento y palabras especiales.
La asociación se compone de diferentes secciones con las siguientes denominaciones:
- Vedetas: Un o dos carboneros en pequeñas tierras de provincias, pueblo o lugares donde es imposible constituir núcleos.
- Canteiros: Núcleos compuestos por 5 bons primos y los rajadores. Los rajadores se conocían todos entre sí pero no conocen a los miembros de la Carbonaria Portuguesa excepto a estos 5 bons primos (ya que los demás en los otros órganos aparecían cubierto con capuchas, generalmente negras o con la cara cubierta con carbón). Esto hacía muy difícil que los rajadores descubrieran a los jefes pero permitía a los jefes saber quién eran sus hombres.
- Choças: Compuestas por alrededor de 20 bons primos. Tenía tres grados: rajadores, aspirantes y estaban presididos por un carbonario con el grado de Maestro y al que se le denominaba maestro de choça. Esta coordinaba y gobernaba a los canteiros representados por sus bons primos. Es en esta estructura donde se efectuaban las iniciaciones y las recepciones de los miembros.
- Barracas: Constituidas por 5 maestros que presidían las choças y que en esta sección tenían el nombre de maestro de barraca. Esta coordinaba y gobernaba las 5 choças representadas por los maestros de choças y tenían a sus órdenes cerca de cien bons primos. Su jefe era el maestro de venda.
- Vendas: Compuestas por 5 maestros que presidían las barracas y que aquí tenían el nombre de maestro de venda. Estas coordinaban y gobernaban las cinco barracas representadas por los maestros de barraca y tenían a sus órdenes cerca de 500 bons primos. Su jefe era el maestro de venda que podía pertenecer o no a la Venda Jovem-Portugal.
- Conselho Florestal Órgano provisorio que se reunía ocasionalmente y fue, en determinados momentos, un órgano importante y de legitimación de varias reformas internas de esta organización.
- Venda Jovem-Portugal: Sección tradicional donde se concentró durante años la acción secreta y gracias a la que se mantuvo el prestigio y el buen nombre de la Carbonaria Portuguesa. Era totalmente invisible y sus miembros no se conocían entre ellos. Era el órgano supremo de la Carbonaria Portuguesa y se reunía cuando era preciso tomar decisiones importantes como alteraciones o reformas en la estructura interna, elegir o destituir a su Gran Maestro o disolver la Alta-Venda así como decidir las líneas de acción y el rumbo respecto a la acción revolucionaria. Su presidente honorario era el Gran Maestro, que era el único de los miembros que se comunicaba con la Alta-Venda y asistía a todas las sesiones de este órgano.

Tribunal Secreto: Órgano jurisdiccional de la organización.
Alta-Venda: Compuesta por el Gran Maestro elegido por la Venda Jovem-Portugal y por cuatro bons primos nombrados y escogidos entre los miembros de la Carbonaria Portuguesa. Sus nombres eran secretos hasta para la Venda Jovem-Portugal. Era el órgano de gestión de la Carbonaria Portuguesa y su polo dinamizador principal.
Además de la estructura civil aquí descrita, había paralelamente otra organización dentro del ejército. Esta rama tenía una estructura similar en términos de organización pero sus miembros eran iniciados de una manera diferente y probablemente más simple.

## Simbolismo
El simbolismo de la Carbonaria Portuguesa era vasto. De los más importantes símbolos se puede destacar:
- Estrella de cincos puntas encima del globo terrestre, representa la figura masculina de un bom primo, de pie con las piernas abiertas, los brazos abiertos y la cabeza erguida como diciendo: "Listo siempre para luchar contra todas las tiranías".
- Tres puntos dispuestos de forma triangular con el vértice en la parte inferior.

## Ocaso
Tras la revolución del 5 de octubre de 1910 aún tuvo un papel importante en la movilización contra las incursiones monárquicas de 1911 y 1912. Sin embargo, La lucha de los partidos políticos, que supuso la división y fragmentación del antiguo Partido Republicano junto con la llegada del nuevo régimen políticos nacional llevaron a la extinción de la Carbonaria Portuguesa. Posteriormente hubo intentos, infructíferos, para hacer resurgir el movimiento. No obstante, siguieron existiendo grupos de cariz carbonario, pero la vieja carbonaria, unitaria, desapareció en gran parte porque su objetivo fundamental había sido alcanzado: la implantación de la República.